# Olier (district électoral)
Olier est un ancien district électoral provincial du Québec. Il fut créé en 1966 à partir du district de Bourget. Le district n'eut qu'un seul député, Fernand Picard.

## Historique
Créé à partir du district de Bourget lors de la réforme de la carte électorale de 1965, le district d'Olier n'a existé que durant deux élections.

## Liste des députés
| Législature                                  | Années    | Député | Député         | Parti   |
| -------------------------------------------- | --------- | ------ | -------------- | ------- |
| Olier Créée depuis Bourget                   |           |        |                |         |
| 28e                                          | 1966–1970 |        | Fernand Picard | Libéral |
| 29e                                          | 1970–1973 |        | Fernand Picard | Libéral |
| Dissoute dans Bourassa, Jeanne-Mance et Viau |           |        |                |         |